# Ірокез (озеро)
Льодовикове озеро Ірокез (англ. Glacial Lake Iroquois) — доісторичне моренне озеро, яке існувало наприкінці останнього льодовикового періоду приблизно 13 000 років тому. Озеро було, по суті, розширенням нинішнього озера Онтаріо, яке утворилося через те, що річка Святого Лаврентія вниз за течією від озера була заблокована льодовиковим покривом поблизу нинішньої Тисячі островів. Рівень озера був приблизно 30 м вище сучасного рівня озера Онтаріо.

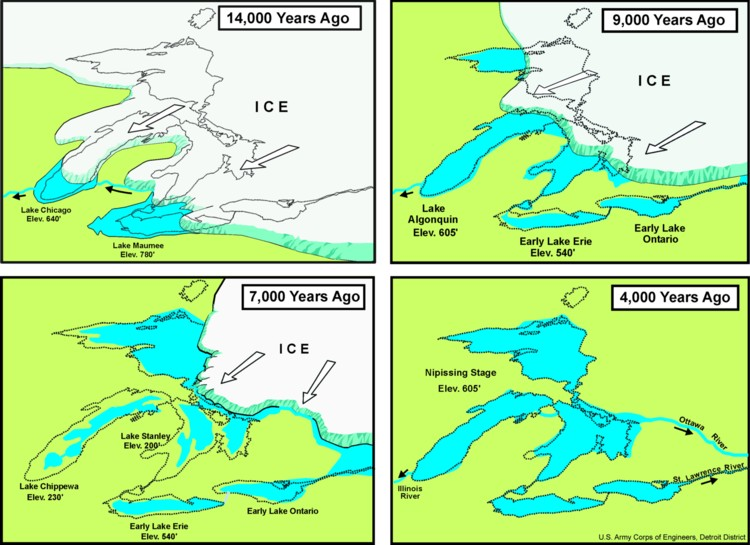
Етапи розвитку великого озера.

Озеро дренувалось на південний схід, через канал, що проходить поблизу сучасного Роуму, штат Нью-Йорк. На Роумських піщаних рівнинах є кілька піщаних хребтів, які, на думку геологів, утворилися в цей час. Потім канал прямував долиною річки Могок до річки Гудзон.
Озеро живилося Раннім озером Ері, а також льодовиковим озером Алгонквін, раннім частковим проявом озера Гурон, яке впадало прямо в озеро Ірокез через південний Онтаріо, уздовж південного краю льодовикового щита, минаючи Раннє озеро Ері.
Подальше танення льодовикової дамби призвело до раптового зниження рівня озера до його нинішнього рівня, що потенційно спричинило епізод молодшого Дріасу.